# Julien Kilanga Musinde
Julien Kilanga Musinde, né le 30 décembre 1950, est un linguiste francophone, professeur d'université, recteur honoraire de l’université de Lubumbashi (1990-1997) et auteur congolais. Julien Kilanga est membre de l'Agence intergouvernementale de la francophonie entre 2004 et 2006 et directeur honoraire de la langue française et de la diversité des langues à l'Organisation internationale de la francophonie jusqu'en 2010,,,.

## Biographie
Il s'est présenté en 2021 à l'Académie française au fauteuil de François Weyergans, où il a récolté une voix.

## Œuvres

### Romans
- Jardin secret. éditions Acoria, 136 p, Paris. 2010.  (ISBN 978-2-35572-022-2). Éditions L'Harmattan, France. 2010.  (ISBN 9782355720222)
- Retour de manivelle. Riveneuve éditions, 125 p. Paris, 2008.  (ISBN 978-2-914214-24-7)

### Poèmes
- Au creux de mon être. Éditions du Cygne, coll. Poésie francophone,110 p. (bilingue français/grec) Traduit au grec par Karachaliou (Mélita Toka). Paris  2010. (ISBN 978-2-84924-171-4)
- Les Affres du crépuscule. Poèmes. Lubumbashi: Editions du Ciriada, 1998, 16 p.
- Écho des ombres . Recueil des poèmes. Kilanga Musinde, Julien; Kiluba Mwika. Lubumbashi. Éditions de l'Union des Écrivains Zaïrois (UEZA), 1986, 10 p.
- Comme des matins éternels (Poésie à vois multiples). Recueil des poèmes. Mutenke Ngoy, Muyumba-Amuri, Luboya Mahumba N'Kata, Kilanga Musinde, Union des Écrivains Zaïrois (UEZA) (Impr. Sain-Paul Limete/kinshasa), 111 p. Kinshasa 1984. (ISBN 978-2-914214-24-7)
- Vagissements. Recueil des poèmes . Kinshasa - Lubumbashi. Union des Écrivains Zaïrois (UEZA), 1984.

### Publications scientifiques
- Quel texte africain pour quelle modernité? Oralité, traditions et modernité en Afrique au XXIe siècle. Sous la direction de Maurice Amuri Mpala-Lutebele. Lubumbashi: Presses universitaires de Lubumbashi; Paris: L'Harmattan, coll. Comptes rendus, 2019, 582 p, p.465-482. (ISBN 978-2-343-18275-9)
- Prédominance de la thématique politique dans la littérature congolaise produite au Katanga 1982-2000. Article scientifique. Kilanga Musinde. Nouvelles Rationalités africaines, vol.5, n°15, janvier -mars 2003, pp.101-114.
- La Main de la tradition. L'homme, le destin, l'université. Essai. Lubumbashi: Ciriada, décembre 2000, 224 p.
- La Francophonie, démocratie et développement: analyses sociolinguistiques et praxéologiques. Kilanga Musinde, Gaspard-Christian Kambaji wa Kambaji, Jean-Pierre Bwanga Zanzi et Fabien Kabeya Mukamba. Lubumbashi: Presses Universitaires de Lubumbashi, 1996.
- Université de Lubumbashi 1990-1992: société en détresse, pari sur l'avenir. Bogumi Jewsiewicki, Véronique Klaube, Participations de Dibwe dia Mwembu, Julien Kilanga Musinde, Jean-Baptiste Kakoma Sakatolo Zambeze. (éd.) Paris: L'Harmattan, coll. Mémoires, lieux de savoir - Archives congolaises, 2003, 266 p.  (ISBN 2-7475-4859-7).
- La Francophonie au Zaïre. Recueil d'études. Faïk Sully; Kilanga Musinde; Ngirabakunzi Kaberuka; Nyembwe Ntita; Pierre Max; Sesep Nsial. Lubumbashi: Editions Impala, 1988, 240 p.
- Germination: anthologie des jeunes poètes du Shaba. Kilanga Musinde; Jacques Keba-Tau. Mwana Shaba Junior, n°356/358, novembre-décembre 1988.
- Les études françaises au Zaïre. La Francophonie au Zaïre. Lubumbashi: Editions Impala, 1988, 240 p. ; pp.223-235.
- Le français et les langues zaïroises. Relation entre continuité? discontinuité sociolinguistiques et bilinguisme? diglossie. Article de presse . Kilanga (Julien) et Maleso (M.). Africanistique. Bulletin du CELTA, n°18, juillet 1988
- Quelques préalables pour une politique linguistique cohérente au Zaïre. Africanistique. Bulletin du CELTA, n°18, juillet 1988.
- Quelques réflexions sur la situation de la langue française au Zaïre. Julien Kilanga  et Jean-Pierre Bwanga. Africanistique. Bulletin du CELTA, n°16, 1988.
- Procédés d'enrichissement du vocabulaire et créations de termes nouveaux dans un groupe de langues de l'Afrique Centrale, essai. Mudimbe (V.Y.), Mombo Lutete, Kilanga M. et Lupukisa Wasamba . Paris: UNESCO, coll. Documentation linguistique pour les pays en développement: cas, problèmes, solutions, 1977, 24 p.